# Venus and Anchises. Britain’s Ida
Venus and Anchises. Britain’s Ida – poemat siedemnastowiecznego angielskiego poety Phineasa Fletchera (1582—1650), opublikowany w 1628. Utwór był początkowo przypisywany Edmundowi Spenserowi.

## Forma
Poemat składa się z sześciu pieśni. Został napisany strofą ośmiowersową, rymowaną ababbccc, zbudowaną z wersów jambicznych pięciostopowych. Takiej zwrotki używał też brat Phineasa, Giles, również poeta. Cytat w oryginalnej elżbietańskiej ortografii:

In Ida Vale (who knowes not Ida Vale?)
When harmelesse Troy yet felt not Graecian spite:
A hundred Shepheards woon'd, and in the Dale,
While their faire Flockes the three-leav'd Pastures bite:
The Shepheards boyes, with hundred sportings light,
Gave winges unto the times to speedy hast:
Ah foolish Lads, that strove with lavish wast,
So fast to spend the time, that spends your time as fast.